# Konferencja Kościołów Europejskich
Konferencja Kościołów Europejskich (ang. Conference of European Churches, CEC) – organizacja ekumeniczna zrzeszająca większość europejskich kościołów chrześcijańskich (z wyjątkiem Kościoła katolickiego), powstała w latach 50. XX wieku. Siedzibą organizacji jest Genewa.

## Historia
Początki Konferencja Kościołów Europejskich, sięgają czasów „zimnej wojny”, właśnie wtedy grupa przywódców różnych wspólnot z Europy podjęła starania na rzecz nawiązania międzykonfesyjnego dialogu z krajami rozdzielonymi przez systemy polityczne, tak aby mógł się on przyczynić do pokoju i wzajemnego zrozumienia. Przez pierwsze lata CEC była tylko luźnym związkiem Kościołów, ale wraz z przyjęciem swojej konstytucji w 1964 roku zaczęła przekształcać się w regularną organizację współpracy ekumenicznej.

## Zgromadzenia Ogólne CEC
Najważniejszym organem CEC jest zgromadzenie ogólne. Dotychczas odbyło się 12 takich plenarnych posiedzeń:
- 1959 Nyborg, Dania
- 1960 Nyborg, Dania
- 1962 Nyborg, Dania
- 1964 Dania, Bornholm
- 1967 Pörtschach, Austria
- 1971 Nyborg, Dania
- 1974 Engelberg, Szwajcaria
- 1979 Chania, Kreta, Grecja
- 1986 Stirling, Szkocja
- 1992 Praga, Czechosłowacja
- 1997 Graz, Austria
- 2003 Trondheim, Norwegia
- 2009 Lyon, Francja

Pomiędzy posiedzeniami plenarnymi Konferencji obraduje Komitet Naczelny, który dokonuje wyboru Rady (z siedzibą w Genewie). Obecnie przewodniczącym Rady jest metropolita Jeremiasz Caligiorgis. Sekretarzem generalnym Konferencji jest od 2012 ks. dr Guy Liagre.

## Sekretarze generalni
- ks. dr Glen Garfield Williams (1968-1986)
- ks. dr Keith Winston Clements (1997-2005)
- ks. Colin Williams (2005-2010)
- ks. prof. Viorel Ioniță (2010-2012)
- ks. dr Guy Liagre (2012-2015)
- ks. Heikki Huttunen(inne języki) (2015-2020)[1]
- ks. Jørgen Skov Sørensen (od 2020)[2]

## Polskie kościoły członkowskie
- Polski Autokefaliczny Kościół Prawosławny
- Kościół Ewangelicko-Augsburski w Rzeczypospolitej Polskiej
- Kościół Ewangelicko-Reformowany w RP
- Kościół Ewangelicko-Metodystyczny w RP
- Kościół Chrześcijan Baptystów w RP
- Kościół Polskokatolicki w Rzeczypospolitej Polskiej
- Kościół Starokatolicki Mariawitów w RP